# Matisia uribei
Matisia uribei är en malvaväxtart som först beskrevs av Garc.-barr. och J.Hernondez, och fick sitt nu gällande namn av José Cuatrecasas. Matisia uribei ingår i släktet Matisia och familjen malvaväxter. Inga underarter finns listade i Catalogue of Life.